# A Child's Precaution
A Child's Precaution è un cortometraggio muto del 1913. Il nome del regista non viene riportato nei credit.

## Trama
Alla piccola Dorothy viene regalata una bambola per il suo quarto compleanno. Suo padre, John Cartleigh, quel giorno non è riuscito a depositare in banca qualche centinaio di dollari appartenenti al suo datore di lavoro: senza rendersi conto di essere seguito, Cartleigh ha portato il denaro a casa, mettendolo in un cassetto. Quella sera, andando a dormire, la piccola Dorothy, che teme le rubino la bambola, la nasconde nello stesso cassetto e prende il portafoglio che mette sotto il cuscino. Così, quando il ladro - che ha spiato  Cartleigh e lo ha visto mettere via il denaro - entra in casa e non trova il portafoglio, si infuria e spacca per la rabbia la bambola. Il baccano sveglia Dorothy che accorre nella stanza proprio mentre il ladro se ne sta andando via. La bambina, che ha salvato il denaro, viene premiata con una nuova bambola.

## Produzione
Il film fu prodotto dalla Essanay Film Manufacturing Company.

## Distribuzione
Distribuito dalla General Film Company, il film - un cortometraggio di una bobina - uscì nelle sale cinematografiche USA il 2 maggio 1913.